# Sąd Najwyższy (Estonia)
Sąd Najwyższy Estonii (est. Riigikohus) – najwyższa instytucja sądowa w Republice Estonii.

## Historia[2]
21 października 1919 r. Zgromadzenie Ustawodawcze Estonii przyjęło ustawę o Sądzie Najwyższym. Jego pierwsze spotkanie odbyło się 14 stycznia 1920 r. w Tartu.
W 1935 roku Sąd Najwyższy przeniósł się z Tartu do Tallina. Po pierwszej radzieckiej okupacji państw bałtyckich i utworzeniu estońskiej Socjalistycznej Republiki Radzieckiej latem 1940 r. działalność Sądu Najwyższego została zawieszona.
27 maja 1993 r. odbyło się pierwsze spotkanie odnowionego Sądu Najwyższego Estonii.

## Skład i zadania[3]
Sąd Najwyższy składa się z 19 sędziów (w tym przewodniczącego sądu), są wybierani przez estoński parlament na wniosek Prezesa Sądu Najwyższego. Prezes Sądu Najwyższego jest wybierany przez Parlament na wniosek prezydenta Estonii. Jego kadencja trwa dziewięć lat.

### Kolegia kasacyjne
Sędziowie SN są członkami jednego z trzech kolegiów kasacyjnych:
- Rada Administracyjna (5 członków)
- Rada Kryminalna (5 członków)
- Rada Spraw Cywilnych (7 członków)